# الحزب الديمقراطي في نيفادا
الحزب الديمقراطي في ولاية نيفادا هو فرع الحزب الديمقراطي في الولايات المتحدة الأمريكية في ولاية نيفادا. وقد تم ترؤسه من قبل دانييل مونروى مورينو منذ مارس 2023. حالياً، يعتبر الحزب الديمقراطي هو الحزب المفضل في الولاية، حيث يسيطر على المقاعد الأربعة في مجلس النواب الأمريكي التابعة لولاية نيفادا، وعلى كل مقاعد مجلسي الشيوخ الأمريكيين التابعين للولاية. ويسيطر الحزب أيضاً على كلي الغرفتين في التشريعات الولاية. الوظائف الوحيدة في المستوى الولاياتي التي لا يسيطر عليها الحزب حالياً هي منصب الحاكم، نائب الحاكم، ومراقب المال، والتي يشغلها حالياً الجمهوريون جو لومباردو، ستافروس أنتوني، وآندي ماثيوز على التوالي.